# طویل الشیخ
طویل الشیخ (به عربی: طویل الشیخ) یک روستا در سوریه است که در ناحیه ابوالظهور واقع شده‌است. طویل الشیخ ۷۶۰ نفر جمعیت دارد.